# Mrkjenta pod Smokvicu
Mrkjenta pod Smokvicu (ili Obrovac) je nenaseljeni otočić u otočju Vrhovnjaci, na pola puta između Lastova i Mljeta, a nalazi se oko 12.5 km istočno od Lastova. Najbliži otok je Donji Vlašnik, oko 780 m prema istoku.
Površina otoka je 4270 m2, a visina 2 metra.